# Marcus Licinius Rufus
Marcus Licinius Rufus war ein im 1. Jahrhundert n. Chr. lebender Angehöriger des römischen Ritterstandes (Eques). Durch mehrere Inschriften, die in Thugga gefunden wurden, ist seine Laufbahn belegt.
Die militärische Laufbahn (siehe Tres militiae) von Rufus bestand aus einer einzigen Position: er war Kommandeur (Praefectus) der Ala I Bosporanorum, die zu diesem Zeitpunkt in der Provinz Syria stationiert war. In seiner Heimatstadt Karthago war er Priester (Flamen) und in Thugga sowohl Patron als auch Euerget, da er dort auf eigene Kosten einen Markt errichtete (macellum sua pecunia fecit).
Durch die obigen und weitere Inschriften sind darüber hinaus noch folgende Personen aus seiner Familie bzw. seinem Haushalt nachgewiesen: seine Großmutter Viria Rustica, seine Freigelassenen Marcus Licinius Marci libertus Tyrannus und Licinia Marci liberta Prisca sowie die Sklaven Prote und Telete.

## Datierung
Eine der Inschriften kann auf den Zeitraum zwischen dem 25. Januar und dem 13. Oktober 54 datiert werden.